# Eva (cantante)
Eva Garnier, nota semplicemente come Eva, e precedentemente come Eva Queen (Nizza, 12 marzo 2001), è una cantante francese.

## Biografia
Nata a Nizza in una famiglia di musicisti, ha fatto il suo debutto nella musica nel 2018 dopo aver pubblicato il singolo Mood, certificato platino dalla Syndicat national de l'édition phonographique con oltre 200 000 unità di vendita, che si è posizionato nella top twenty della Top Singles nazionale. È stata più fortunata On Fleek, una collaborazione con Lartiste, che si è imposta al numero uno in Francia, dove ha conseguito una certificazione di diamante per aver distribuito più di 300 000 unità, oltre a divenire la sua prima entrata nella Ultratop 50 Singles della Vallonia. Entrambi i brani sono stati inclusi nel primo album in studio Queen, uscito per mezzo della Aldam Productions, divisione della Universal Music France, che ha conquistato il 2º posto in Francia, il 7º nella regione francofona della Vallonia e il 32º nella Schweizer Hitparade. Il disco, che per aver superato le 100 000 unità equivalenti, ha ricevuto la certificazione di doppio platino dalla SNEP.
Feed, il secondo album dell'interprete e uscito nel 2020, si è collocato in vetta alla Top Albums francese, conseguendo una certificazione di platino. Le ha inoltre conferito i suoi migliori posizionamenti sia in Vallonia sia in Svizzera. L'anno successivo si è svolta la sua prima tournée a livello nazionale e ha trionfato nell'ambito degli NRJ Music Awards.
Anche il terzo LP Happiness (2021) ha superato le 50 000 unità di vendita, venendo certificato oro dalla SNEP.

## Discografia

### Album in studio
- 2019 – Queen
- 2020 – Feed
- 2021 – Happiness
- 2024 – Page blanche

### Singoli
- 2018 – Mood
- 2019 – On Fleek (feat. Lartiste)
- 2019 – Bella
- 2019 – Alibi
- 2019 – Rodéo
- 2020 – Chelou
- 2020 – Lingo
- 2020 – Dinero (con Lynda)
- 2021 – Coeur noir
- 2021 – Allo (con Marwa Loud)
- 2021 – Baby Boy
- 2021 – Bali
- 2021 – H24
- 2022 – Amour impur
- 2022 – Dis-moi (con RK)
- 2023 – Seum
- 2024 – Bottega
- 2024 – Du feu (con Damso)